# INVSN
Gli INVSN sono un gruppo musicale power pop svedese attivo dalla fine degli anni novanta.
Inizialmente nato sotto il nome di The Lost Patrol, il gruppo non era nient'altro che un progetto solista del cantante Dennis Lyxzén, all'epoca noto per essere stato il frontman di gruppi come Refused e The (International) Noise Conspiracy. Con il 2005 il progetto si è evoluto in un vero e proprio gruppo, che assunse in seguito il nome di Invasionen al termine degli anni duemila, mutato infine in INVSN nel 2013.

## Storia del gruppo

### The Lost Patrol (1999-2006)

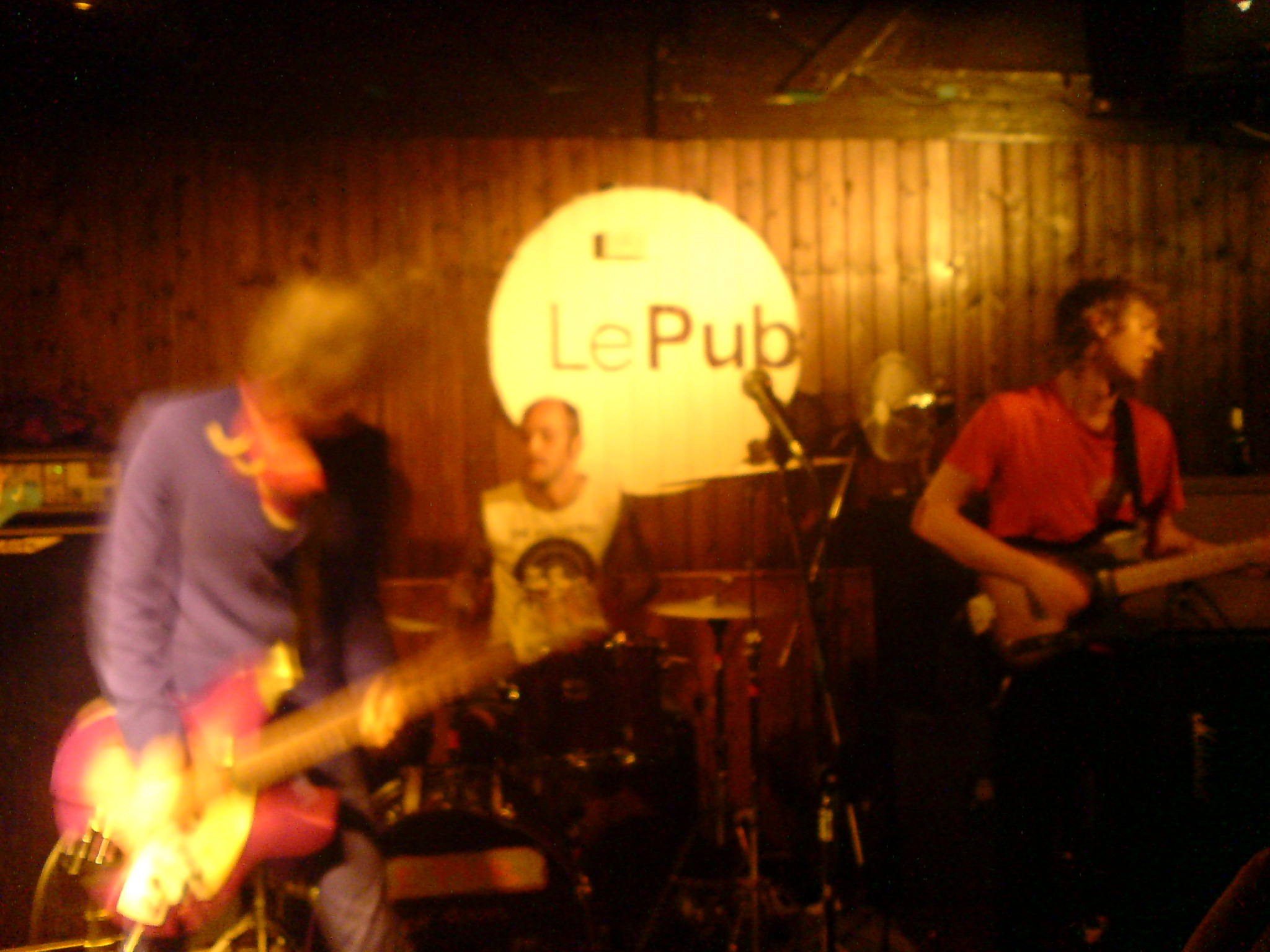
The Lost Patrol Band in concerto a Newport nel 2007

Nel 1999, all'indomani dello scioglimento dei Refused, Lyxzén ha intrapreso una carriera come solista, decidendo di sperimentare con sonorità più soft e meno pesanti. Nello stesso anno ha dato vita al progetto The Lost Patrol attraverso l'album Songs in the Key of Resistance, disco dai forti connotati politici che caratterizzano molti dei suoi lavori. Le reazioni all'album sono state variegate; mentre alcuni critici hanno sottolineato negativamente l'allontanamento delle radici punk dell'autore, altri sono rimasti impressionati dall'abilità di Lyxzén di diversificare il sound. Nel 2003 è uscito il secondo album Songs About Running Away, che secondo Lyxzén avrebbe dovuto inizialmente avere lo stesso pathos sovversivo e politico del precedente ma, a causa di problemi relazionali, si è rivelato infine essere uno sfogo emotivo. Grazie a collaborazioni con artisti come David Sandström (Refused), Stefan Granberg (Randy) e Lisa Miskovsky, il secondo lavoro si caratterizzerà come molto sperimentale.
Nel 2005 la Burning Heart Records ha annunciato l'evoluzione dei The Lost Patrol da progetto solista a vero e proprio gruppo musicale. Ciò si riflette nel titolo dell'album uscito nello stesso anno, The Lost Patrol Band. L'album vede un ulteriore cambiamento nelle sonorità, che avolvono verso influenze del punk e del power pop degli anni settanta e ottanta. Il 2006 ha visto l'uscita del quarto album Automatic, l'ultimo ad essere registrato come The Lost Patrol Band. Intorno allo stesso periodo, il gruppo ha dovuto scegliere un altro nome a causa dell'omonimia con gli statunitensi The Lost Patrol, proprietario dei diritti d'autore sul nome.

### Invasionen e INVSN (2009-presente)
Il gruppo passò quindi da The Lost Patrol Band a Invasionen e iniziò a comporre nuovo materiale da includere in un album. Durante le sessioni di realizzazione la formazione iniziò a scrivere canzoni in lingua svedese. Nel 2010 venne dato alle stampe Hela världen brinner, a cui ha fatto seguito Saker som jag sagt till natten nel 2011.
Nel 2013 è stato pubblicato INVSN, il primo a segnare un ulteriore cambio di nome (da Invasionen a INVSN).

## Formazione
Attuale
- Dennis Lyxzén
- Robert Pettersson
- André Sandström
- Anders Stenberg

Ex componenti
- Jonas Lidström
- Stefan Granerg
- Daniel Berglund
- David Sandström
- Lisa Miskovsky

## Discografia

### Album in studio
- 1999 – Songs in the Key of Resistance (pubblicato come The Lost Patrol)
- 2003 – Songs About Running Away (pubblicato come The Lost Patrol)
- 2005 – The Lost Patrol Band (pubblicato come The Lost Patrol Band)
- 2006 – Automatic (pubblicato come The Lost Patrol Band)
- 2010 – Hela världen brinner (pubblicato come Invasionen)
- 2011 – Saker som jag sagt till natten (pubblicato come Invasionen)
- 2013 – INVSN
- 2017 – The Beautiful Stories
- 2022 – Let the Night Love You

### EP
- 1999 – The Lost Patrol (pubblicato come The Lost Patrol)
- 2009 – Invasionen (pubblicato come Invasionen)
- 2018 – Forever Rejected
- 2022 – How Far Have We Fallen

### Singoli
- 2003 – Alright (pubblicato come The Lost Patrol)
- 2006 – Automatic Kids (pubblicato come The Lost Patrol Band)
- 2009 – Får aldrig tro (pubblicato come Invasionen)
- 2011 – Arvegods (pubblicato come Invasionen)
- 2013 – Hjärtat
- 2016 – Immer zu
- 2017 – The Lost Ones/Valentine's Day
- 2017 – Love
- 2021 – Excess
- 2022 – Slow Disco
- 2022 – Burn Baby Burn
- 2022 – Grind Your Fingers to the Bone
- 2022 – Let the Night Love You

### Apparizioni
- 2010 – AA.VV. – Umeå Vråljazz Giganter (con i brani Tidsfördriv e En gång till)